# Artur Rolén

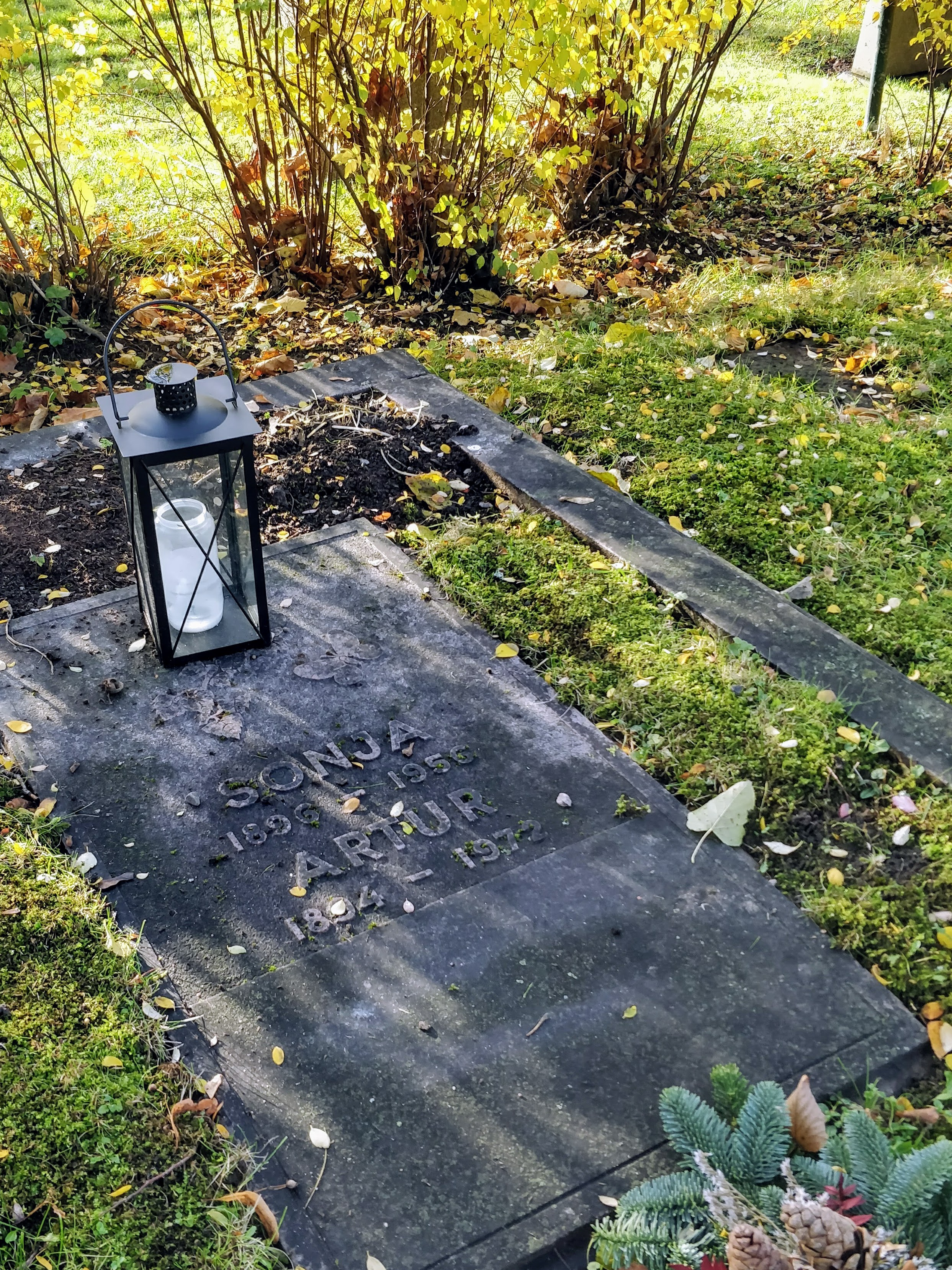
Artur Rolén, gravvård på Norra Begravningsplatsen, Solna.

Artur Gotthard Alarik Rolén, född 5 maj 1894 i Majorna, Göteborg, död 1 maj 1972 i Kungsholms församling i Stockholm, var en svensk skådespelare. Han blev mest känd för sin rolltolkning av "Klabbarparn" i ett rad Åsa-Nisse-filmer.

## Biografi
Rolén började med amatörteater redan som 8-åring och debuterade på scen 1909 och på film 1916. Han turnerade med Allan Rydings teatersällskap för att senare engageras av Albert Ranft. 
Han är troligen mest känd som Åsa-Nisses vapendragare Klabbarparn i arton filmer, men var även en omtyckt sångare och revyartist. Han spelade ofta roller mot dåtidens populära filmstjärnor som Thor Modéen och Fridolf Rhudin. Han gjorde runt 120 filmer; från debuten 1916 med Kärleken segrar till 1968 års Pappa, varför är du arg? Du gjorde själv likadant när du var ung.
Han var bror till skådespelaren Margot Ryding och sedan 1916 gift med skådespelaren Sonja Rolén.
Gjorde också närmare 500 skivinspelningar under åren 1920–1960 varav många talskivor med bland andra Fridolf Rhudin och Thor Modéen. Han spelade också in skivor under pseudonymen Artur Gotthard. 
Rolén är begravd på Norra begravningsplatsen utanför Stockholm.

## Filmografi (i urval)
- 1916 – Mysteriet natten till den 25:e (totalförbjuden av censuren; visad först 1975)
- 1916 – Svärmor på vift eller Förbjudna vägar
- 1916 – Kärleken segrar
- 1916 – Bengts nya kärlek eller Var är barnet?
- 1916 – Nattens barn
- 1917 – Tösen från Stormyrtorpet
- 1917 – Alexander den store
- 1917 – I mörkrets bojor
- 1918 – Berg-Ejvind och hans hustru
- 1919 – Ingmarssönerna
- 1919 – Herr Arnes pengar
- 1921 – Högre ändamål
- 1922 – Vem dömer
- 1929 – Ville Andesons äventyr
- 1931 – En kvinnas morgondag
- 1931 – Lika inför lagen
- 1932 – Ett skepp kommer lastat
- 1962 – Värmlänningarna
- 1932 – Bröderna Östermans huskors
- 1938 – Du gamla du fria
- 1939 – Rena rama sanningen
- 1939 – Valfångare
- 1939 – Vi på Solgläntan
- 1940 – Familjen Björck
- 1940 – Frestelse
- 1940 – Kyss henne!
- 1940 – Snurriga familjen
- 1940 – Romans
- 1941 – Gentlemannagangstern
- 1941 – Lärarinna på vift
- 1941 – En kvinna ombord
- 1941 – Tåget går klockan 9
- 1941 – Fröken Vildkatt
- 1941 – Dunungen
- 1941 – En fattig miljonär
- 1941 – Uppåt igen
- 1942 – En trallande jänta
- 1942 – Sexlingar
- 1942 – Sol över Klara
- 1942 – Lyckan kommer
- 1942 – Livet på en pinne
- 1942 – Rid i natt!
- 1942 – Doktor Glas
- 1942 – Olycksfågeln nr 13
- 1942 – Tre skojiga skojare
- 1942 – I gult och blått
- 1942 – Stinsen på Lyckås
- 1943 – I brist på bevis
- 1943 – Örlogsmän
- 1943 – Fångad av en röst
- 1943 – Anna Lans
- 1943 – Det brinner en eld
- 1943 – En flicka för mej
- 1943 – Sjätte skottet
- 1943 – I mörkaste Småland
- 1943 – Brödernas kvinna
- 1943 – Älskling, jag ger mig
- 1944 – Snöstormen
- 1944 – En dotter född
- 1944 – Lilla helgonet
- 1944 – Den osynliga muren
- 1944 – Skogen är vår arvedel
- 1944 – Nyordning på Sjögårda
- 1944 – Skeppar Jansson
- 1945 – Pettersson & Bendels nya affärer
- 1945 – Vandring med månen
- 1945 – I Roslagens famn
- 1945 – Jagad
- 1945 – Bröderna Östermans huskors
- 1945 – Brott och straff
- 1945 – Flickorna i Småland
- 1945 – 13 stolar
- 1946 – Åsa-Hanna
- 1946 – Det är min modell
- 1946 – Möte i natten
- 1946 – Harald Handfaste
- 1947 – Stackars lilla Sven
- 1947 – Pappa sökes
- 1947 – Krigsmans erinran
- 1947 – Kronblom
- 1947 – Tösen från Stormyrtorpet
- 1947 – Kvinna utan ansikte
- 1947 – Två kvinnor
- 1947 – Får jag lov, magistern!
- 1947 – Rallare
- 1948 – Kärlek, solsken och sång
- 1948 – Lars Hård
- 1948 – Janne Vängmans bravader
- 1948 – Hammarforsens brus
- 1948 – Lilla Märta kommer tillbaka
- 1948 – En svensk tiger
- 1948 – Livet på Forsbyholm
- 1949 – Sven Tusan
- 1949 – Farlig vår
- 1949 – Smeder på luffen
- 1949 – Kvinnan som försvann
- 1949 – Kvinna i vitt
- 1949 – Människors rike
- 1949 – Janne Vängman på nya äventyr
- 1949 – Åsa-Nisse
- 1950 – Restaurant Intim
- 1950 – Fästmö uthyres
- 1950 – Anderssonskans Kalle
- 1950 – Åsa-Nisse på jaktstigen
- 1950 – När kärleken kom till byn
- 1951 – Det var en gång en sjöman
- 1952 – Klackarna i taket
- 1952 – Åsa-Nisse på nya äventyr
- 1952 – Flottare med färg
- 1953 – Ursula – flickan i finnskogarna
- 1953 – Fartfeber
- 1953 – Åsa-Nisse på semester
- 1953 – Bror min och jag
- 1953 – Flottare med färg
- 1954 – Åsa-Nisse på hal is
- 1954 – De röda hästarna
- 1955 – Åsa-Nisse ordnar allt
- 1955 – Bröderna Östermans bravader
- 1956 – Åsa-Nisse flyger i luften
- 1957 – Åsa-Nisse i full fart
- 1958 – Du är mitt äventyr
- 1958 – Åsa-Nisse i kronans kläder
- 1959 – Åsa-Nisse jubilerar
- 1960 – Åsa-Nisse som polis
- 1961 – Åsa-Nisse bland grevar och baroner
- 1962 – Åsa-Nisse på Mallorca
- 1963 – Åsa-Nisse och tjocka släkten
- 1963 – Det går an (TV)
- 1963 – Tre dar i buren
- 1964 – Åsa-Nisse i popform
- 1964 – Svenska bilder
- 1965 – Åsa-Nisse slår till
- 1966 – Åsa-Nisse i raketform
- 1967 – Drra på – kul grej på väg till Götet
- 1967 – Åsa-Nisse i agentform
- 1968 – Sarons ros och gubbarna i Knohult
- 1968 – Pappa varför är du arg – du gjorde likadant själv när du var ung
- 1970 – Röda rummet (TV-serie)

## Teater

### Roller
| År   | Roll         | Produktion                                                           | Regi                          | Teater                                    |
| ---- | ------------ | -------------------------------------------------------------------- | ----------------------------- | ----------------------------------------- |
| 1921 | Medverkande  | Vart ska vi annars gå, revy Karl Gerhard                             |                               | Folkteatern Flyttad till Mosebacketeatern |
| 1929 | Medverkande  | Stockholm–Motala, revy Karl-Ewert, Svasse Bergqvist och Kar de Mumma |                               | Folkteatern                               |
| 1937 | Medverkande  | Sverige åt Svensson, revy Kar de Mumma                               | Björn Hodell Leif Amble-Naess | Södra Teatern                             |
| 1941 | Skrivar-Hans | Äventyr på fotvandring Jens Christian Hostrup                        | Nils Johannisson              | Riksteatern                               |
| 1942 | En notarie   | Sagan Hjalmar Bergman                                                | Per Lindberg                  | Konserthusteatern                         |

## Radioteater

### Roller
| År   | Roll                                  | Produktion                          | Regi          |
| ---- | ------------------------------------- | ----------------------------------- | ------------- |
| 1940 | Herr Andersson                        | Den undrande skogen Arne Wahlberg   | Ernst Hauke   |
| 1942 | En notarie                            | Sagan Hjalmar Bergman               | Per Lindberg  |
| 1944 | Klubbström, auktionsförrättare        | Auktion Josef Briné och Nils Ferlin | Lars Madsén   |
| 1948 | Luffaren                              | Kolar-Fredik Inge Johansson         | Lars Madsén   |
| 1950 | Anders Larsson i Larstorp, småbrukare | Anders och valfisken Gunnar Falkås  | Lars Madsén   |
| 1952 | Mandus, träskomakare                  | Änkeman Jarl Vilhelm Moberg         | Lars Madsén   |
| 1954 | Klubbström, auktionsförrättare        | Auktion Josef Briné och Nils Ferlin | Lars Madsén   |
| 1957 | Qvarnström, ägare av La Paloma        | Grönt för mord Folke Mellvig        | Arne Mattsson |